# Distribution Walschaerts
La distribution Walschaerts est un type particulier de distribution pour locomotive à vapeur, conçue en 1844, brevetée en 1848 par le belge Égide Walschaerts (1820-1901) et dont on voit une représentation ci-dessous. Il fut, de loin, le mécanisme le plus largement utilisé au niveau mondial à partir de 1870. Par exemple, en Allemagne, cette distribution fut en 1849 imaginée de façon allégée et appelée distribution Heusinger.

## Description
1. Contre-manivelle
2. Bielle de commande de coulisse
3. Arbre de changement de marche
4. Biellette de relevage
5. Levier de relevage
6. Arbre de relevage
7. Coulisse et coulisseau
8. Bielle de commande de tiroir
9. Tête de piston
10. Guide du levier d'avance
11. Bielle de commande du levier d'avance
12. Levier d'avance
13. Tige de tiroir
14. Tiroir

## Changement de marche

On remarquera le mouvement des pièces « de relevage » 3-4-5-6

L'arbre de relevage est actionné depuis l'abri de conduite par un levier à crans ou un volant entrainant une vis.